# 2008夏季达沃斯论坛
2008夏季达沃斯论坛，即世界经济论坛2008年新领军者年会于2008年9月25日至27日|在中国天津市举行，会议地点为滨海国际会展中心。

## 主题
2008年夏季达沃斯论坛的主题为：下一轮增长的浪潮。